# Coreodrassus
Coreodrassus is een geslacht van spinnen uit de familie bodemjachtspinnen (Gnaphosidae).

## Soorten
De volgende soorten zijn bij het geslacht ingedeeld:
- Coreodrassus forficalus Zhang & Zhu, 2008
- Coreodrassus lancearius (Simon, 1893)
- Coreodrassus semidesertus Ponomarev & Tsvetkov, 2006